# 서산시의 시내버스
서산시의 시내버스(瑞山市 市內-)는 충청남도 서산시를 중심으로 운행하는 버스를 이용한 대중교통 수단이다. 1981년 1월 1일 서령버스의 창립으로 시작되었는데, 이는 충청남도 서산시가 태안군으로 나뉘기 전이기 때문에 일부 노선이 태안군 일부 지역을 통과한다. 운수업체로는 서령버스와 태안여객이 있다.

## 운임
운임요금은 2019년 1월 현재 아래 언급된 요금표와 같다.
| 종류 | 나이                    | 카드 (원) | 현금 (원) | 종류 | 나이                    | 카드 (원) | 현금 (원) |
| ---- | ----------------------- | --------- | --------- | ---- | ----------------------- | --------- | --------- |
| 좌석 | 어른 (만 19세 이상)     | 1,750     | 1,800     | 일반 | 어른 (만 19세 이상)     | 1,350     | 1,400     |
| 좌석 | 청소년 (만 13세 ~ 18세) | 1,120     | 1,440     | 일반 | 청소년 (만 13세 ~ 18세) | 800       | 1,120     |
| 좌석 | 어린이 (만 7세 ~ 12세)  | 850       | 900       | 일반 | 어린이 (만 7세 ~ 12세)  | 650       | 700       |

시계외 요금은 km당 116.14원이다.

### 대체 지급수단
1980년대 중후반부터 종이로 이루어진 회수표를 이용하기 시작했는데, 이 버스표는 정류장 근처의 슈퍼마켓이나 상회에서 구입하여 사용하였다. 초등학생의 경우 초록색 종이에 붉은색 글씨로 쓰여진 서령버스 패턴이 있고 초등생 문구 밑에 금액이 크게 쓰여있는 형태의 것을, 중학생이나 고등학생의 경우, 성인의 경우 중고생 문구 및 일반인 문구와, 색이 각각 노란색, 흰색이었던 것 이외에는 붉은 글씨의 서령버스 패턴 및 밑에 금액이 써진 형태란 점이 같았다. 할인율은 본디 존재했으나, 2003년 교통카드가 도입되면서 할인율이 사라졌다.
2000년대 초중반 버스표 판매가 중지되었고, 최종적으로 2010년 6월 1일 터미널에서의 시내승차권이 폐지되면서 시내버스에서는 대체 지급 수단이 교통카드 외에는 남지 않게 되었다. 2005년부터 마이비에서 발매한 디지털충남카드를 주로 쓰고 있으며,  지정된 판매소에서 구입하여 이용하거나 국민교통카드를 발급 받을 시 이용할 수 있다.
교통카드 결제시의 할인의 경우 어린이, 학생, 일반을 막론하고 한번 결제시마다 50원으로 일정하며, 거리별로 요금이 다르지 않기 때문에 2013년 8월 기준의 할인율은 시내 어디를 가나 초등생 50/700, 중고생 320/1,120, 일반 50/1,400이다.

### 무료 환승 제도
무료 환승 제도는 2010년 3분기 이루어진 서산시의 노선 개편 작업 이후 임시로 시행되다가  2010년 12월 1일부터 실시되었다.
- 하차 후 40분 이내에 다른 노선의 버스에 탈 시에 1인 1회에 한하여 무료로 환승해주는 제도를 채택하였다.
- 현재는 시내버스 간의 환승의 경우에만 무료이고, 시내버스에서 좌석버스로의 환승에는 추가 요금이 붙는다.
- 이용 차량이 (주)서령버스 소속일 때에만 적용되는데, 따라서 태안여객이나 예산교통과 같은 버스사간 노선이 겹치는 지역의 경우에 버스사가 다르면 환승이 적용되지 않는다.

## 운수 업체
2014년 12월 기준이다.
| 운행업체 | 보유 노선수 | 면허 대수 | 등록 대수 |
| -------- | ----------- | --------- | --------- |
| 서령버스 | 120         | 63        | 63        |
| 합계     | 120         | 63        | 63        |

## 서산시 차적의 버스 노선

### 시내버스
- 태안 - 남면 - 간월도
- 태안 - 남면 - 안면(승언리) - 고남 - 영목항
- 태안 - 근흥 - 신진도·마도
- 태안 - 소원 - 파도리 - 아치내
- 태안 - 소원 - 만리포·천리포
- 태안 - 소원 - 망산 - 의항리
- 태안 - 원북 - 신두리
- 태안 - 원북 - 학암포(화력발전소)
- 태안 - 원북 - 이원 - 만대
- 태안 - 팔봉(호리)
- 서산 - 팔봉 - 호리
- 서산 - 천의(당진시 정미면)
- 서산 - 성연
- 서산 - 지곡 - 대산 - 독곶/벌말
- 서산 - 음암 - 운산
- 서산 - 인지 - 부석 - 간월도
- 서산 - 해미 - 고북 - 갈산(홍성군)
- 서산 - 해미 - 한서대학교 - 덕산면(예산군)